# 阿朗悉都
阿朗悉都（發音：[ʔəláʊɴ sìðù]，1090年—1167年），旧譯阿隆悉都，也譯阿拿翁薛胡，也稱悉都一世，緬甸蒲甘王朝君主，他於1112年至1167年統治緬甸。阿朗悉都是前任國王江喜陀的外孫，蘇盧的孫子，蘇雲與瑞因梯的兒子。
1112年，江喜陀崩逝，阿朗悉都在國師善阿羅漢的加冕下即位為王。阿朗悉都即位後，著手討平了勃生、丹那沙林等地的叛亂。南阿臘干領主帝明迦曇（Thetminkadon）再度犯境，被阿朗悉都率軍剿滅。北阿臘干領主被奸臣篡位，阿朗悉都協助領主之子梨耶明難（Letyaminnan）復位，作為報答，阿朗悉都讓他協助重建印度佛教聖地菩提伽耶。
阿朗悉都在位期間巡行國土，廣建佛寺，安居蒲甘的時間較少。他建造了著名的他冰瑜寺，他冰瑜寺是蒲甘最高的佛寺。
1115年，阿朗悉都遣使入貢大理國。據說他與曾祖父阿奴律陀一樣，也曾率軍進入雲南，期望能得到佛牙舍利。據說他還曾乘船南至馬來半島、西至孟加拉。
阿朗悉都晚年，與長子明辛紹不和。他將明辛紹遣離蒲甘，以次子那腊都為王儲，協理國政。1167年，阿朗悉都病重不醒，那腊都把持朝政，將父王阿朗悉都移至瑞求祇寺，準備自己登基為王。隨後阿朗悉都轉醒，那腊都聞訊驚恐惶惑，親至瑞求祇寺以被子悶殺了阿朗悉都。阿朗悉都死後成為緬甸神靈敏悉都。

## 圖片

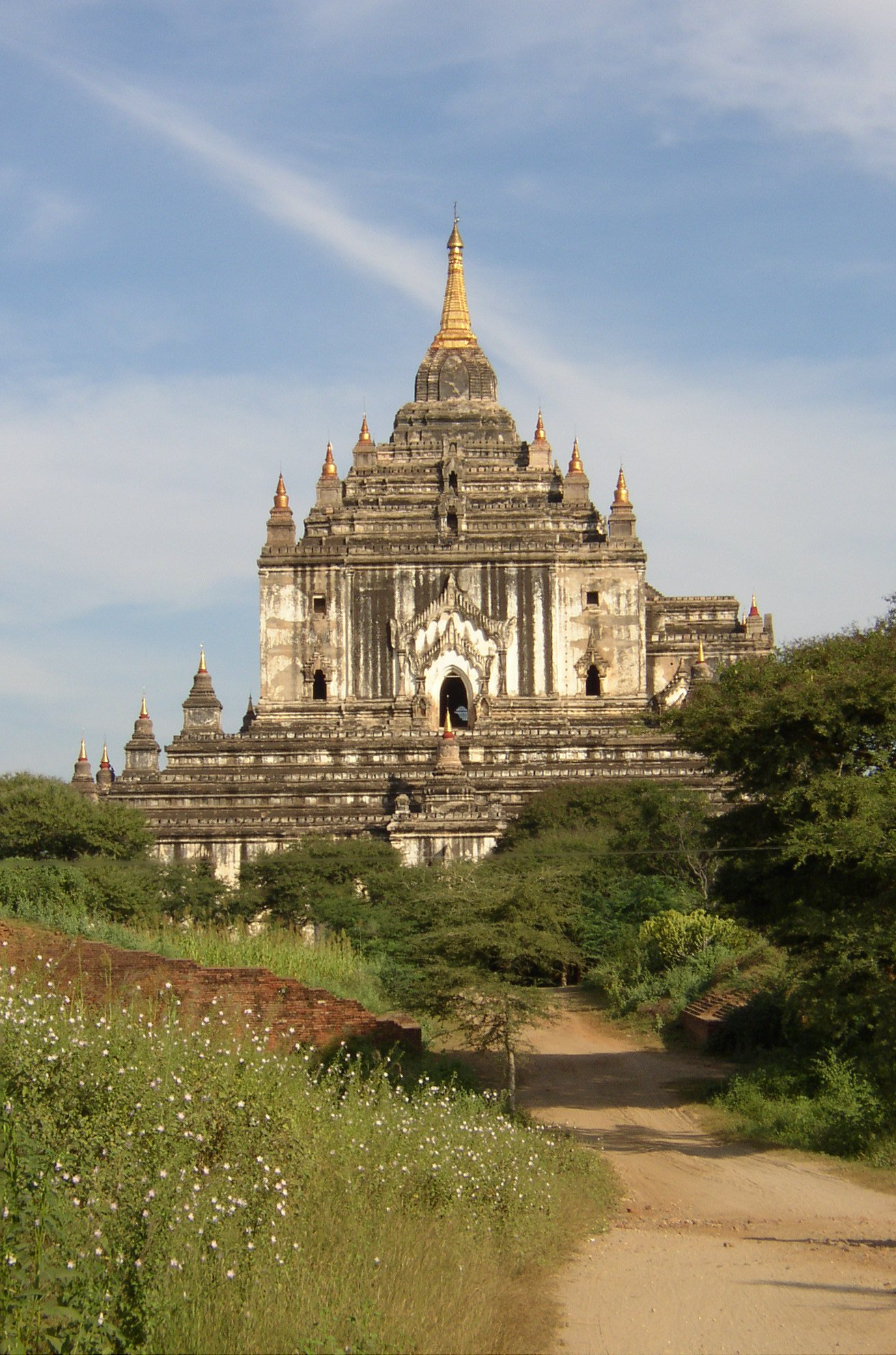
他冰瑜寺
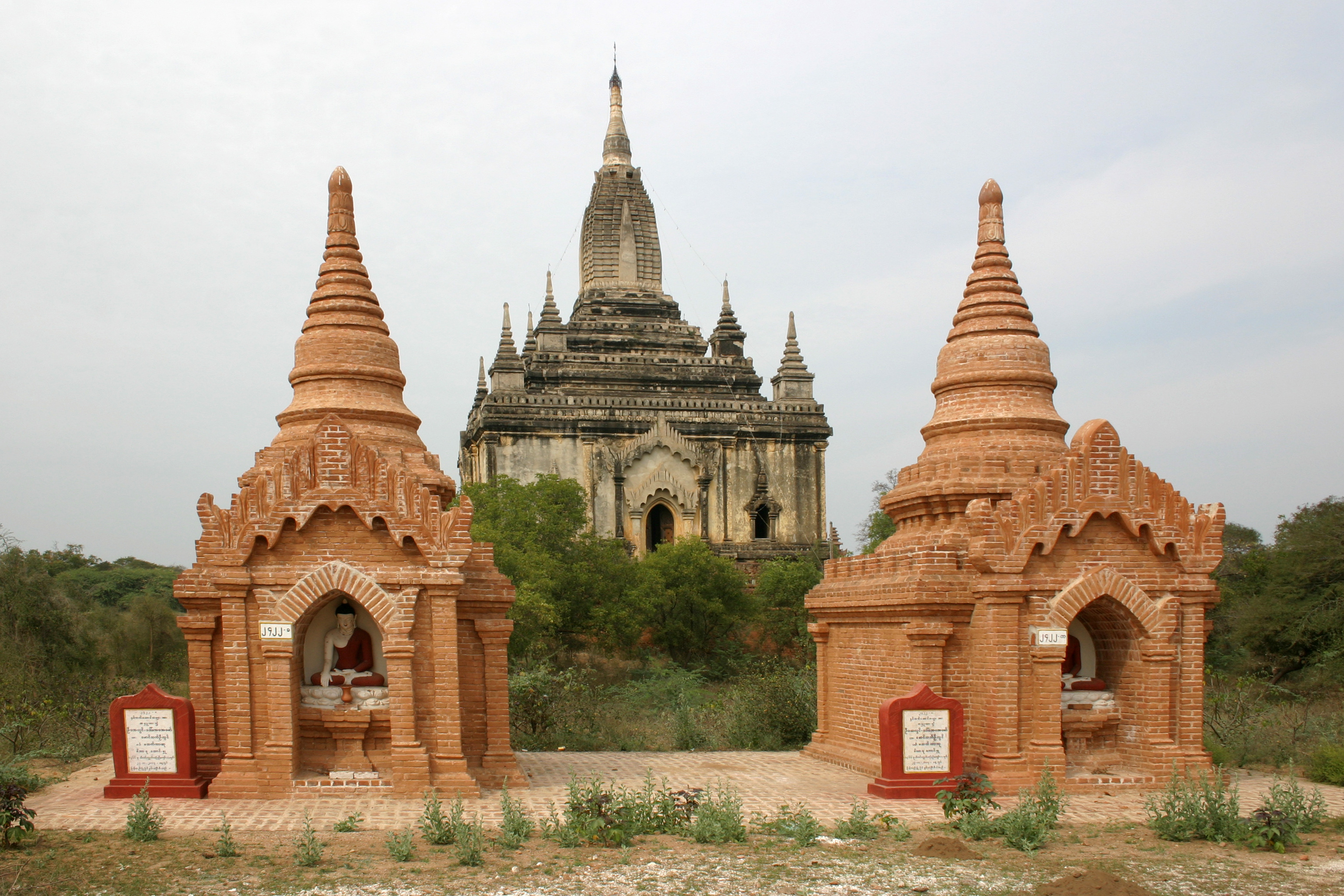
瑞求祇寺（英语：Shwegugyi Temple）